# Nie-miejsce
Nie-miejsce (non-lieu, non-place)  –  termin wyznaczający cechy będące odwrotnością właściwości miejsca.  Nie-miejsce to przestrzeń niczyja nie ze względu na brak właściciela, ale na brak emocjonalnego powiązania jej z ludźmi. To nie tylko przestrzeń rozumiana jako zaprzeczenie miejsca, ale też zawiera w sobie relacje społeczne i stosunek, sposób patrzenia człowieka na dane nie-miejsce w relacji z percepcją miejsca oraz okres przebywania.
Termin stworzony przez francuskiego etnologa i antropologa kulturowego Marca Augé. Według Marca Augé nie-miejsce to termin odpowiadający współczesności, podczas gdy miejsce nie ma całkowitego zastosowania ze swoimi cechami, którymi są m.in. przestrzeń w użyciu codziennym, oswojona, blisko człowieka.
Nie-miejsce cechuje się czasem, w którym nie obserwuje się zmienności, więc jego upływ zostaje zawieszony. Przykładami takich przestrzeni są lotniska, centra handlowe, supermarkety czy stacje benzynowe, ale też np. obozy przejściowe czyli przestrzenie w których przebywa się bardziej z konieczności niż z własnej woli i gdzie zazwyczaj codziennie użytkuje je relatywnie duża liczba osób niepowiązanych ze sobą.

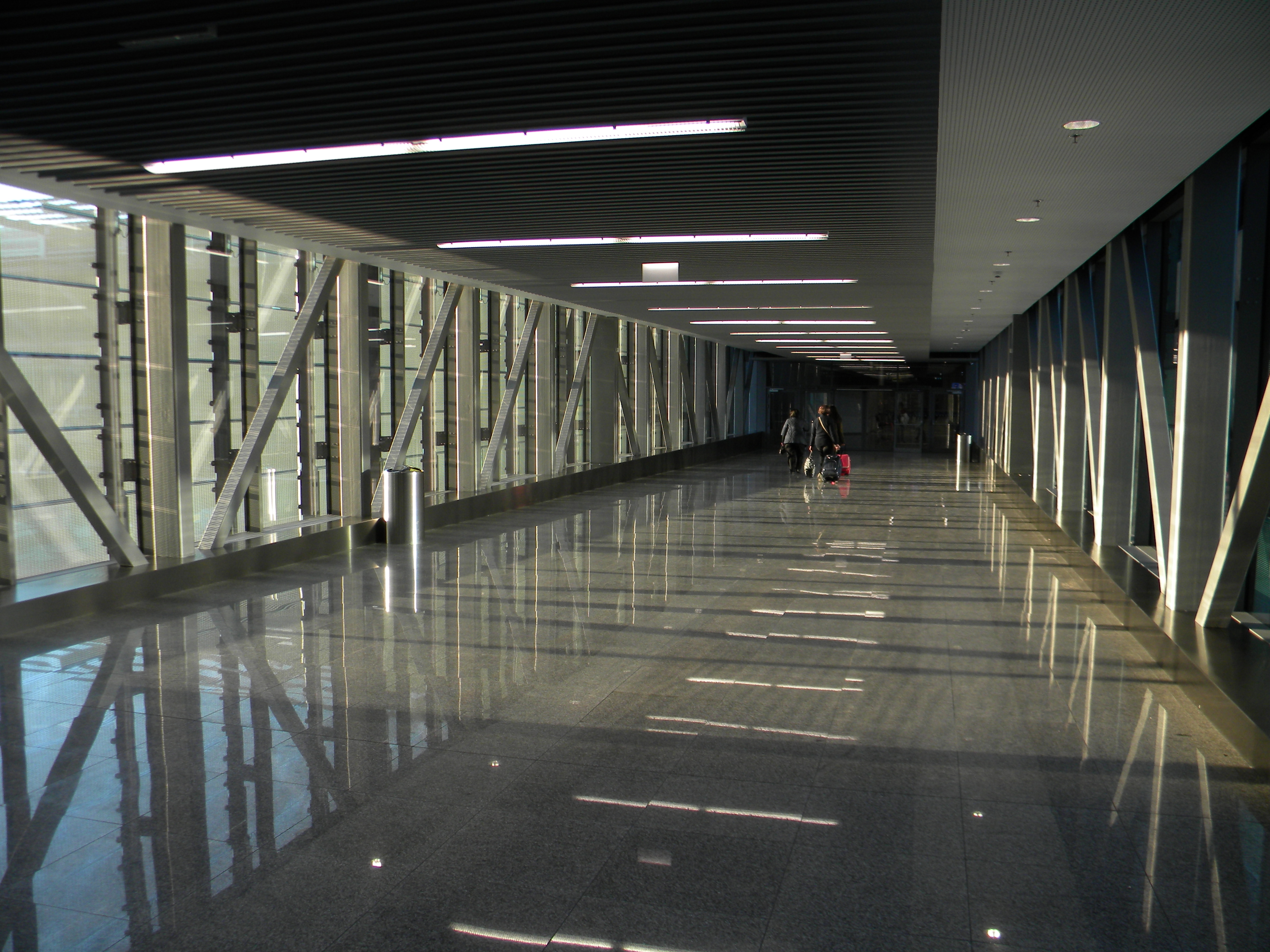
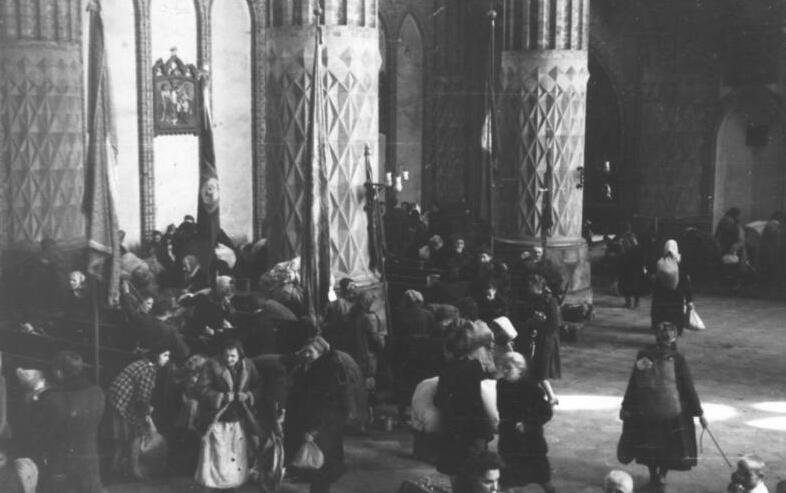
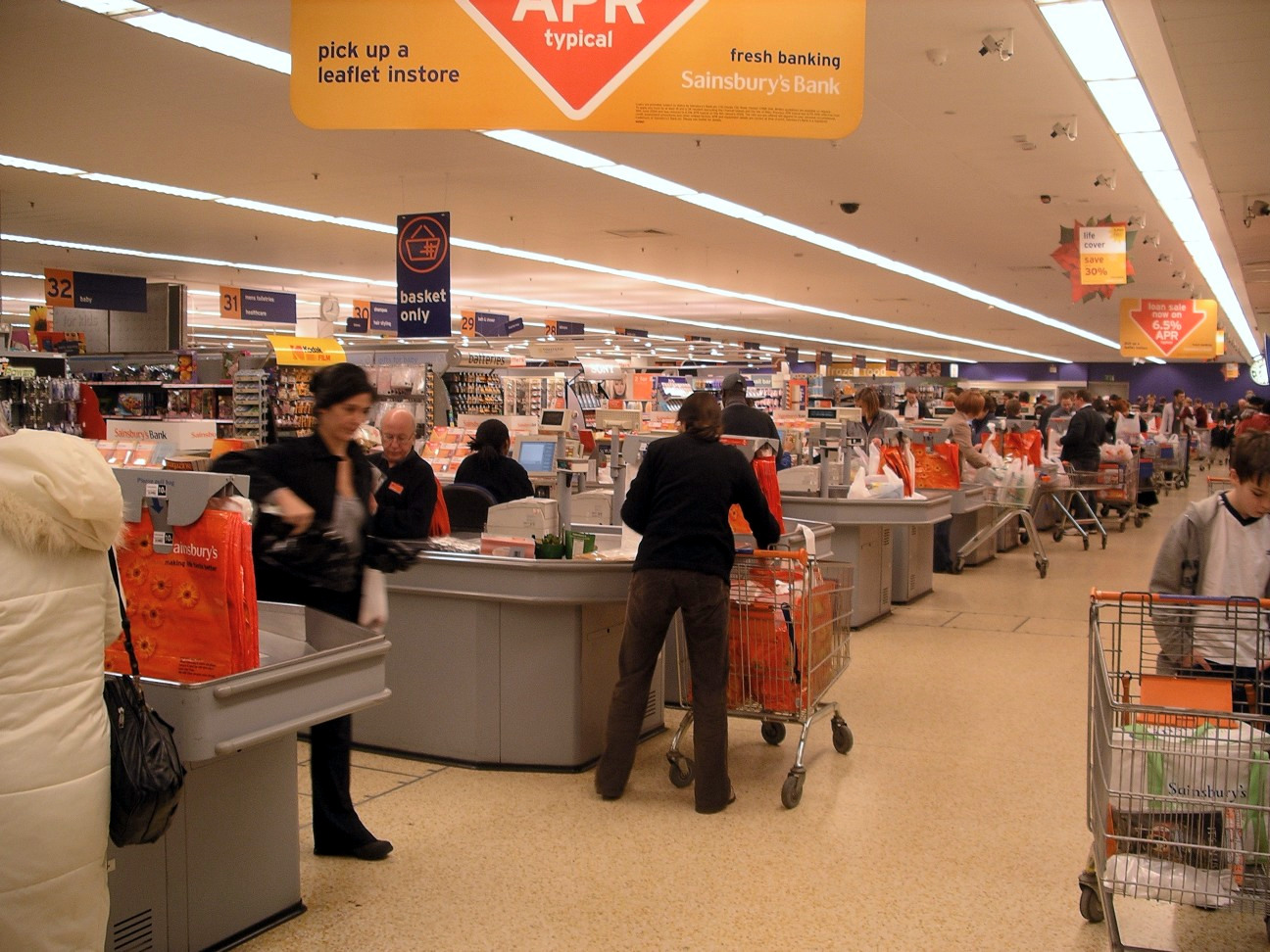

## Nie-miejsce pamięci
Nie-miejsce pamięci to termin stosowany w badaniach nad pamięcią na określenie miejsc, które były świadkami tragicznych wydarzeń historycznych, jednak brak w nich obecnie formy upamiętnienia (pomnika, tablicy, muzeum, czy wydarzenia). Nie-miejsca pamięci nie są upamiętnione, a lokalna społeczność nie dokonuje w nich żadnych praktyk pamięciowych (np. uroczystości rocznicowe, składanie kwiatów, palenie zniczy), a jednak nie oznacza to, że zostały one zapomniane. Mieszkający w ich pobliżu ludzie często dokładnie znają ich historię i związane z nimi opowieści, także za sprawą przekazu międzypokoleniowego. Jako nie-miejsca pamięci w literaturze przedmiotu najczęściej są uznawane liczne lokalizacje często powiązane na różne sposoby z dwudziestowiecznym doświadczeniem masowej śmierci. Jednak mogą dotyczyć też innych wydarzeń historycznych. To miejsca tragicznych wydarzeń, a także elementy przestrzeni związane z eksterminacją: porzucone wioski, zdewastowane i zapomniane cmentarze, nieoznaczone masowe groby. Termin nawiązuje do koncepcji miejsc pamięci (fr. lieux de mémoire) autorstwa Pierre'a Nora, autora monumentalnego dzieła pod tym samym tytułem.
Jedno z pierwszych użyć tego terminu przypisuje się Claude'owi Lanzmannowi, który w wywiadzie z 1986, roku użył terminu nie-miejsce pamięci (fr. non-lieux de mémoire) na określenie porzuconych, nieoznaczonych miejsc związanych z Zagładą Żydów.
Obecnie termin ten stosowany na określenie miejsc powiązanych z tzw. trudnym dziedzictwem (ang. difficult heritage), nie tylko w kontekście wydarzeń drugiej wojny światowej. W Polsce popularyzatorką tego terminu jest prof. Roma Sendyka z Ośrodka Badań nad Kulturami Pamięci z Uniwersytetu Jagiellońskiego, która stosuje pojęcie nie-miejsc pamięci na określenie miejsc, w których miały miejsce akty przemocy i potencjalnie mogły zyskać status miejsc pamięci, a jednak tak się nie stało – nie ma w nich pomników, tablic ani innych oznaczeń.